# José Luis Rodríguez Bebanz
José Luis Rodríguez Bebanz (sinh ngày 14 tháng 3 năm 1997) là cầu thủ bóng đá người Uruguay đang thi đấu cho Danubio ở vị trí hậu vệ.